# Seiza

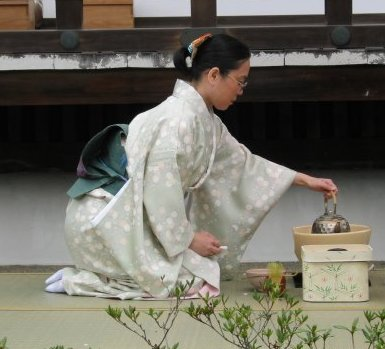
Una donna seduta in seiza durante una cerimonia del tè

Seiza (正座, letteralmente "sedersi correttamente") è il termine giapponese per indicare la posizione seduta tradizionale.
Generalmente, per sedersi correttamente, il ginocchio sinistro deve essere posato a terra per primo, seguito dal destro e dai glutei, che infine appoggiano sui talloni. Le punte dei piedi possono essere vicine o sovrapposte. Tradizionalmente le donne si siedono con le ginocchia strette, mentre gli uomini le divaricano in una certa misura.  In alcune arti marziali come il kendō o l'aikidō lo spazio tra le ginocchia è misurato da due pugni chiusi.
Sedersi in seiza è usuale in molte arti tradizionali giapponesi quali la cerimonia del tè (cha no yu), la calligrafia (shodō) e la composizione floreale (ikebana).

## Storia
Durante la storia giapponese si sono sperimentate numerose posizioni per sedersi a gambe incrociate. In base alle circostanze, agli abbigliamenti e ai luoghi alcune hanno prevalso su altre. Nel periodo Muromachi l'architettura giapponese faceva grande uso del tatami (la tradizionale pavimentazione composta di tappeti di paglia di riso intrecciata e pressata) il che, combinato con la rigida formalità allora predominante nella classe guerriera per la quale questo tipo d'architettura fu ideata, contribuì alla nascita dello stile seiza come metodo corretto per sedersi.
Comunque probabilmente non fu prima del diciottesimo secolo (tra le ere Genroku a Kyōhō nella storia giapponese) che tutti i giapponesi adottarono questo stile nella vita quotidiana. 
Nel Giappone moderno le stanze tradizionalmente arredate con il tatami e le circostanze in cui si deve rispettare Il seiza sono diventate piuttosto rare per cui oggi molte persone sono ormai disabituate al seiza.

## Pavimento
Il Seiza consiste nel sedersi a terra e non su una sedia. Nell'architettura tradizionale giapponese, i pavimenti delle camere sono piuttosto confortevoli perché rivestiti da tatami. Il Seiza è, quindi, strettamente correlato alla pavimentazione tatami. 
Ci sono occasioni, comunque, in cui sedersi secondo lo stile  seiza su un tappeto o un pavimento duro è possibile. 
In molte arti marziali, per esempio, questa seduta generalmente avviene su pavimenti duri. In base alla propria collocazione sociale e ad altre convenzioni, è possibile sedersi secondo lo seiza anche su speciali cuscini detti zabuton (座布団, letteralmente dei "futon su cui sedersi").

## Difficoltà
Per chi è ferito oppure troppo anziano sedersi su appositi sgabelli è considerato tollerabile anche quando sarebbe richiesto lo stile seiza. Questi speciali sono trasportabili e chiudibili e possono essere collocati, chiusi, al di sotto dei piedi diminuendo la pressione sui medesimi.
Nelle occasioni molto formali è tuttavia consigliato almeno tentare di sedersi secondo lo stile seiza per poi farsi aiutare a sistemarsi sullo sgabello nel caso il tentativo fallisca o i dolori siano eccessivi. Gli stranieri hanno in genere estrema difficoltà a sedersi secondo questa posizione e chi non è avvezzo allo stile seiza difficilmente riuscirà a resistere oltre i due minuti. La circolazione infatti rallenta in alcune parti delle gambe e spesso si manifestano il formicolio o, peggio ancora, la totale impossibilità di muovere le gambe. Con l'esperienza comunque questi disturbi tendono a diminuire fino a scomparire quasi del tutto, e i praticanti esperti dello stile seiza riescono a resistere in questa posizione a lungo e con disturbi minimi. Alcuni problemi alle giunture - in particolare il ginocchio - possono però espandersi se si è tesi a sedersi in tale posizione; particolarmente grave è la sindrome di Osgood-Schlatter.

## Uso nelle arti tradizionali

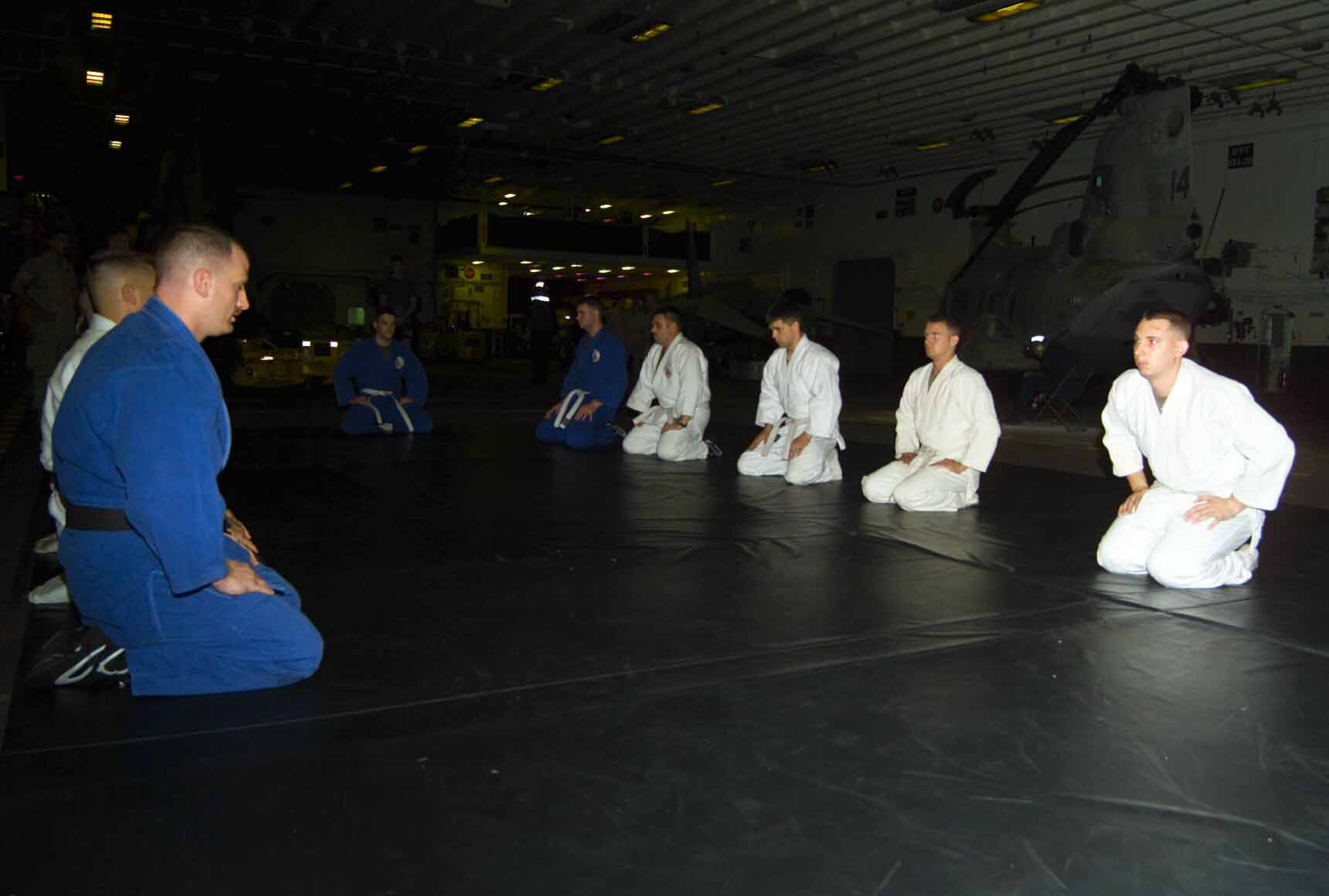
Praticante di Judo (destra) si inchina mentre è seduto secondo lo stile seiza

Sedersi secondo lo stile seiza è fondamentale in alcune arti giapponesi, come nelle arti marziali e la cerimonia del tè, sebbene esista anche la cerimonia del tè da tavolo, la ryūrei, inventata nel diciannovesimo secolo. 
Seiza è anche lo stile di seduta praticato durante l'esecuzione dello shodō (calligrafia) e dell'ikebana (confezionamento di fiori) sebbene, con l'arrivo della mobilia moderna in stile europeo, certe maniere di comportarsi siano ormai considerate obsolete. 
Molti teatri che ospitano spettacoli tradizionali come il teatro kabuki ancora oggi obbligano gli spettatori a sedersi secondo lo stile seiza.

### Shikkō
Il camminare sulle proprie ginocchia durante la postura seiza è conosciuto come Shikko (膝行?, shikkō, movimento con le ginocchia) ed è considerato molto più cortese che alzarsi e camminare in piedi. 
Questo modo di spostarsi oggigiorno è raro; lo Shikkō viene utilizzato nei ristoranti formali, nei ryokan e nell'arte marziale dell'aikidō, in cui i praticanti apprendono lo shikkō.
Per camminare sulle proprie ginocchia correttamente, i talloni devono essere vicini quanto più possibile ed il corpo deve muoversi come un solo blocco sinergico. Lo shikkō è considerato uno dei migliori esercizi per il praticante d'aikidō, dato il coinvolgimento di tutti i muscoli del corpo.

## Uso nelle arti marziali
Nelle arti marziali tradizionali come il ninpō è buona regola compiere questi movimenti per compiere una seiza corretta (notare che tale posizione è usata durante i saluti più formali e rispettosi):
1. Si comincia con un classico inchino (rei) accompagnato tradizionalmente da parole di saluto.
2. Si poggia a terra il ginocchio sinistro (badando a poggiare al suolo la punta del piede e a tenere le mani sui fianchi).
3. Si poggia a terra a sua volta il ginocchio destro (sempre badando alle sopracitate posizioni).
4. Ci si siede per un momento sui talloni dopodiché ci si solleva leggermente per cambiare il punto d'appoggio dei piedi, che dalla punta passa al collo, per poi risedersi sui talloni.
5. Ci si inchina posando al suolo rispettivamente la mano sinistra e la mano destra creando con le dita una sorta di triangolo.
6. Durante l'inchino si porta la fronte a brevissima distanza dal triangolo formato dalle mani pronunciando le stesse parole del precedente rei.
7. Ci si rialza riportando rispettivamente la mano destra e la mano sinistra sui fianchi.
8. I piedi ritornano ad appoggiarsi sulle punte.
9. Si porta in avanti il piede destro e poggiando su di esso si ritorna in posizione eretta.
10. Si fa un altro rei pronunciando tradizionalmente delle parole di ringraziamento.

## Metodi di seduta alternativi

### Agura
La posizione agura (胡坐?, agura), letteralmente, seduta straniera, ovvero il sedersi a gambe incrociate, è considerata informale, se paragonata alla seiza, nel caso degli uomini, ai quali è consentita in contesti informali o, se stranieri o anziani, anche in contesti formali; è decisamente mal vista, invece, se a praticarla sono le donne. La posizione consiste nell'avere i glutei poggiati a terra e ciascun piede sotto il ginocchio opposto.

### Yokozuwari
La posizione informale più appropriata per le donne è chiamata yokozuwari (横座り?, yokozuwari), letteralmente, seduta laterale, e consiste nell'avere entrambe le gambe da un lato del corpo con una natica appoggiata a terra, e l'altra sollevata o poggiata sul piede opposto. Viene considerata similmente ad agura e utilizzata negli stessi contesti, ma dalle donne. Se a usarla è un uomo, viene considerata inappropriata e troppo femminile.

### Wariza
Un'altra posizione informale femminile è detta wariza (割座?, wariza), letteralmente seduta separata, che consiste nell'avere entrambi i glutei poggiati a terra e le ginocchia piegate, in modo che ogni piede si trovi accanto alla natica corrispondente.

### Kiza

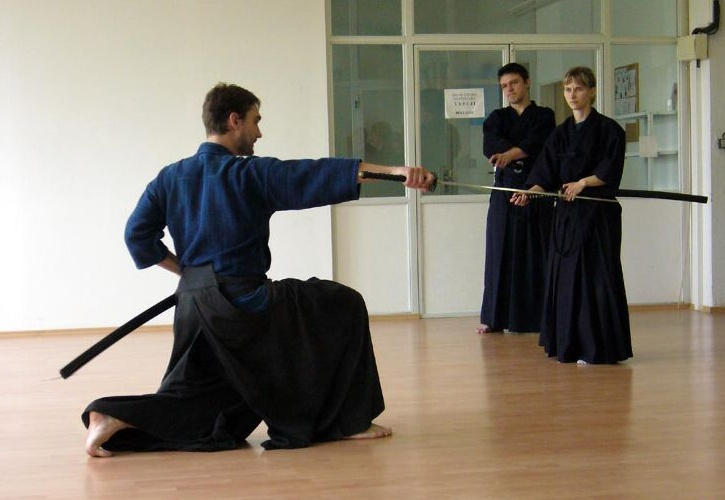
Questo praticante di iaidō esegue una parte del kiza

Se ci si siede sui talloni e toccando il pavimento con le dita dei piedi rivolte in avanti, la posizione è detta kiza (跪座?, kiza), letteralmente, seduta inginocchiata.
Nello iaidō i praticanti si alzano per impugnare la propria Katana e fendere l'aria dopo aver assunto la posizione kiza, invece che saltare direttamente dalla posizione seiza.